# 贾里亚煤田
贾里亚煤田位于印度东部贾坎德邦贾里亚，是印度最大的煤田，焦煤储量据估达1940万吨。煤田雇用了许多本地务工人员，为当地经济发展带来不小的贡献。